# Utpaladeva
Utpaladeva (« Seigneur du Lotus Bleu ») ou Utpalācārya est un philosophe shivaïte (śaivasiddhānta) du Cachemire situé le dans Nord-Ouest de l'Inde et qui vécut au Xe siècle. Élève de Somānanda, on lui doit la doctrine de la Reconnaissance (Pratyabhijñā) codifiée dans son œuvre intitulée Īśvarapratyabhijñāsūtra (« Stances sur la Reconnaissance du Seigneur »). Il eut pour élève Abhinavagupta.